# Bec-de-Mortagne
Bec-de-Mortagne is een gemeente in het Franse departement Seine-Maritime (regio Normandië) en telt 661 inwoners (2017). De plaats maakt deel uit van het arrondissement Le Havre.

## Geografie
De oppervlakte van Bec-de-Mortagne bedraagt 12,0 km², de bevolkingsdichtheid is 51,3 inwoners per km².
De onderstaande kaart toont de ligging van Bec-de-Mortagne met de belangrijkste infrastructuur en aangrenzende gemeenten.

## Demografie
Onderstaande figuur toont het verloop van het inwonertal (bron: INSEE-tellingen).